# Veľké Zálužie
Veľké Zálužie – wieś i gmina (obec) w powiecie Nitra, w kraju nitrzańskim na Słowacji. Znajduje się nad strumieniem Jarok na Nizinie Naddunajskiej w kierunku na zachód od miasta Nitra.